# Anosteké
Anosteké is een Frans biermerk, gebrouwen door Brasserie du Pays Flamand te Blaringem.

## Achtergrond
De brouwerij: De Brasserie du Pays flamand werd in 2006 opgericht door Olivier Duthoit en Mathieu Lesenne, twee jeugdvrienden met een passie voor bier. In 2006 namen ze de gebouwen van een oude stokerij over in Blaringem en startten daar met de productie van hun eigen bieren, zoals Bracine, Wilde Leeuw en Anosteké. De twee laatste verraden duidelijk hun Frans-Vlaamse afkomst. 
Anosteké wordt gebrouwen sinds mei 2010. De brouwerij ligt in Frans-Vlaanderen, meer bepaald in de Franse Westhoek. De bewoners voelen zich nog steeds verbonden met Vlaanderen, wat geïllustreerd wordt door de naam van het bier. Deze naam is afgeleid van het West-Vlaamse a noste ké, wat betekent tot volgende keer.

## Het bier
Er zijn twee varianten:
- Anosteké Blonde is een blonde tripel met een alcoholpercentage van 8%.
- Anosteké Brune is een imperial stout met een alcoholpercentage van 8,5%.

De bieren worden in verschillende landen verkocht.

## Onderscheidingen
- In 2011 won Anosteké Blonde een gouden medaille op het Concours Général Agricole in de categorie “bière blonde de haute fermentation” (blond bier van hoge gisting).[2]
- In 2012 wonnen Anosteké Blonde en Brune beide een zilveren medaille op hetzelfde Concours, respectievelijk in de categorie “bière blonde de haute fermentation” en “bière brune de haute fermentation”.[3]
- Anosteké blond, het succesbier van de Brasserie du Pays flamand, werd op de World Beer Awards 2021 door een internationale jury verkozen tot beste blonde bier van de wereld. Het is voor deze brouwerij niet de eerste keer dat zij in de prijzen vallen: in 2016 kreeg Anosteké Saison al dezelfde onderscheiding.